# WOMAD
WOMAD (World of Music, Arts and Dance) – zgodnie ze swoją angielską nazwą, to międzynarodowy festiwal muzyki (głównie spod znaku world music), sztuki i tańca.
Zapoczątkowany w 1980 przez Petera Gabriela, Thomasa Broomana, Boba Hootona, Stephena Pritcharda, Martina Elbourne'a oraz Jonathana Arthura po raz pierwszy odbył się w 1982 roku w Shepton Mallet w południowo-zachodniej Anglii. Na pionierskiej imprezie wystąpili m.in.:
Peter Gabriel, Don Cherry, The Beat, Drummers of Burundi, Echo & the Bunnymen, Imrat Khan, Prince Nico M'barga, Simple Minds, Suns of Arqa, The Chieftains i Ekome.
Od tego czasu regularnie odbywa się w różnych miejscach globu:
- WOMAD Charlton Park, Malmesbury, Wielka Brytania
- WOMAD At Bristol Zoo, Bristol, Wielka Brytania
- WOMADelaide, Adelaide, Australia
- WOMAD New Zealand, Taranaki, Nowa Zelandia
- WOMAD Abu Dhabi, Abu Zabi, ZEA
- WOMAD Cáceres, Cáceres, Hiszpania
- WOMAD Sicily, Sycylia
- WOMAD Las Palmas de Gran Canaria, Las Palmas de Gran Canaria, Hiszpania